# Neue Weltwirtschaftsordnung
Die Neue Weltwirtschaftsordnung (NWWO; englisch New International Economic Order – NIEO; französisch Nouvel ordre économique international – NOEI) bezeichnet einen Plan zur Reformierung der internationalen Wirtschaftsbeziehungen zwischen Entwicklungsländern und Industrienationen zu Gunsten der Entwicklungsländer.

## Entwicklung
Die stetig steigende Auslandsverschuldung und die bestehenden Unterschiede in Wirtschaftskraft und Lebensbedingungen zwischen Industrie- und Entwicklungsländern haben zur Forderung nach einer Änderung der Weltwirtschaftsbeziehungen geführt. Die ursprüngliche Idee geht auf die Havanna-Konferenz 1948 zurück. Ein Forderungskatalog wurde seit Beginn der 1960er Jahre von Entwicklungsländern ausgearbeitet. Die Forderung nach einer Neuen Weltwirtschaftsordnung wurde von Entwicklungsländern formal erstmals 1973 nach der UNCTAD III in Santiago de Chile als Reaktion auf die Ölkrise geäußert.
Die 6. Sondertagung der UN-Generalversammlung (zum Thema "Rohstoffe und Entwicklung", 6.4. – 2.5.1974) verabschiedete am 1. Mai 1974
- die „Erklärung über die Errichtung einer neuen internationalen Wirtschaftsordnung“, in welcher die Entwicklungsländer für sich günstigere Bedingungen in der Rohstoffpolitik und im internationalen Handel, eine verstärkte Industrialisierung, eine allgemeine Schuldenentlastung, eine Änderung des Weltwährungssystems, höhere Entwicklungshilfe und ein neues Seerecht fordern[2]
- sowie ein entsprechendes Aktionsprogramm[3].

Am 12. Dezember 1974 wurde durch die UN-Generalversammlung durch Resolution 3281 die „Charta über die wirtschaftlichen Rechte und Pflichten der Staaten“ verabschiedet.
Die UNCTAD tagt hierzu alle 4 Jahre.
Ein wesentliches Element der Forderungen ist das „Integrierte Rohstoffprogramm“, mit dem für 18 Rohstoffe stabilere und angemessenere Preise erreicht werden sollen. Aus einem gemeinsamen Fonds sollen zwei Aufgaben bewältigt werden:
- die Bildung von Ausgleichslagern (sog. “buffer stocks”), um Preisschwankungen auszugleichen, was durch Aufkauf von Rohstoffen bei niedrigem Weltmarktpreis und Verkauf derselben bei hohem Weltmarktpreis erreicht werden soll.
- Forschung, Entwicklung und Produktionsverbesserung für Rohstoffe, für die keine Ausgleichslager in Frage kommen, sollen finanziert werden, um die Marktstrukturen und Wettbewerbsfähigkeit zu verbessern

Ein Abkommen zur Preisstabilisierung durch Ausgleichslager existiert zurzeit nur für Kautschuk; dieses ist allerdings im Jahre 2001 ausgelaufen (vgl. Deutscher Bundestag 2002, S. 3). Es gibt Übereinkommen, die Olivenöl, Rindfleisch, Weizen, Jute, Tropenholz, Zucker, Kaffee und Kakao betreffen, sie enthalten jedoch keine marktregulierenden Bestimmungen, sondern dienen der Markttransparenz und dem Informationsaustausch.

## Rezeption

### Kritik
Die Industrieländer sehen im Integrierten Rohstoffprogramm vor allem den zu hohen Finanzbedarf für die Lagerung, die Gefahr einer Überschussproduktion, die künstlich hochgehaltenen Rohstoffkosten, mit entsprechenden Nachteilen für die Endverbraucher und die Bestrafung der rohstoffreichen Entwicklungsländer auf Kosten der ärmeren. Deshalb hat die Bundesrepublik Deutschland ein eigenes Stabilisierungsmodell für die Rohstofferlöse entwickelt. Demnach sollen alle Entwicklungsländer, die ihre Exporterlöse zu mehr als 50 % aus Rohstoffen erzielen und einen Exportrückgang, der einen bestimmten Schwellenwert übersteigt, vorweisen können, besonders günstige Kredite erhalten.
Kritik an der NWWO kommt jedoch auch aus den Entwicklungsländern, da diese darin keine Lösung für die bestehenden Missstände sehen, denn in ihren Augen ist die gegenwärtige weltwirtschaftliche Verflechtung der Entwicklungsländer Ursache der Probleme. Sie fordern deshalb eine Abkopplung vom Weltmarkt und eine eigenständige Entwicklung auf wirtschaftlichem, sozialem und kulturellem Gebiet, gestützt auf die Nutzung der nationalen Ressourcen (Abkopplungsstrategie).

### Andenken und Aktualisierung
Zum 50. Jubiläum der NWWO-Beschlüsse bei den Vereinten Nationen stellte die Progressive Internationale (PI) im September 2024 eine aktualisierte Fassung der Neuen Weltwirtschaftsordnung vor. Den erklärten Zielen des Programms zugeordnete Maßnahmen sehen unter anderem die Errichtung öffentlicher digitaler Infrastruktur, staatenübergreifende Fonds zur Beschaffung westlicher Technologien und die Neuordnung geistigen Eigentums vor. Dem Dokument ging eine entsprechende Konferenz und das Zusammentreffen der Autoren in Havanna voraus.